# Didymosphaeria tenebrosa
Didymosphaeria tenebrosa är en lavart som först beskrevs av Berk. & Broome, och fick sitt nu gällande namn av Pier Andrea Saccardo 1882. Didymosphaeria tenebrosa ingår i släktet Didymosphaeria och familjen Didymosphaeriaceae.   Inga underarter finns listade i Catalogue of Life.